# Трансери (фільм)
Трансери (англ. Trancers) — американський фантастичний бойовик режисера Чарльза Бенда.

## Сюжет
З далекого майбутнього в наші дні в Лос-Анджелес направляють поліцейського на ім'я Джек Дет, який повинен відшукати злочинця Мартіна Вістлера і доставити його «назад» у майбутнє. Йому належить битися з трансерами — людьми-зомбі, і зустріти своє кохання. Зрештою Джека буде переслідувати вся поліція Лос-Анджелеса на чолі з Вістлером. Від результату їх сутички залежить доля людства.

## У ролях
| Актор                | Роль                               |
| -------------------- | ---------------------------------- |
| Тім Томерсон         | Джек Дет / Філ Дет                 |
| Гелен Гант           | Ліна                               |
| Майкл Стефані        | Мартін Вістлер / детектив Вейслінг |
| Арт ЛаФлер           | Макналті                           |
| Тельма Гопкінс       | інженер Рейнс                      |
| Річард Герд          | Голова Спенсер                     |
| Енн Сеймур           | Голова Еш                          |
| Мігель Фернандес     | офіцер Лопез                       |
| Біфф Менард          | Хеп Ешбі                           |
| Пітер Шрум           | Санта Клаус                        |
| Барбара Перрі        | місіс Санта Клаус                  |
| Бред Логан           | Бик                                |
| Мінні Саммерс Ліндсі | «Мама»                             |
| Річард Ердман        | п'яний мудрець                     |
| Вайлі Гаркер         | старий                             |
| Елісон Крофт         | дитина Макналті                    |
| Майкл МакГрейді      | Кріс Лавер                         |
| Ед МакКлерті         | панк Джеррі                        |
| Дон Росс             | охоронець                          |
| Майкл Гелдебрант     | злопчик з Сантаою                  |
| Кімберлі Шеппард     | журналістка                        |
| Стів Дженсен         | Butthead                           |
| Ніккі Біт            | Butthead                           |
| Тоні Мелоун          | Butthead                           |
| Лантц Кранц          | Butthead                           |
| Гелен Келлі          | дівчина панк                       |